# 4th Avenue Jones
4th Avenue Jones foi uma banda de hip hop norte-americana, formada em 1997, acabando em 2006.

## Ex-integrantes
- Ahmad Jones - vocal
- Tena Jones - vocal
- Angeliqua Gailey "Gailybird" Cowart - violino
- "Phat" Albert Parker - baixo
- Tim Stewart - guitarra
- Derrick "Dee" Calloway - bateria

## Discografia
EP
- Connect Sets (2005)

Estúdio
- Stereo: The Evolution Of HipRockSoul (2005)
- HipRockSoul (2004)
- Gumbo (2003)
- No Plan B (Pt.2) (2003)
- Respect (2002)
- No Plan B (2000)